# پل کلبنیکوف
پل جرج کِلِبنیکوف یا پاول یوریِویج خلِبنیکوف (به انگلیسی: Paul George Klebnikov) (به روسی: Павел Юрьевич Хлебников)
(زادهٔ ۳ ژوئن ۱۹۶۳ - درگذشته ۹ ژوئیه ۲۰۰۴) یک روزنامه‌نگار آمریکایی روسی‌تبار بود. وی برای ده سال برای مجله فوربز کار کرد و در هنگام مرگش در سال ۲۰۰۴ ویراستار ویرایش روسی مجله بود. قتل کلبنیکوف در سال ۲۰۰۴ ضربه بزرگی به روزنامه‌نگاری تحقیقی در روسیه به‌شمار می‌رود. سه شهروند چچنی به اتهام قتل وی دستگیر ولی بعداً آزاد شدند.

## زندگی‌نامه
پس از پایان تحصیلات متوسطه در مدرسه «الیت»، کارشناسی خود را در سال ۱۹۸۴ در «دانشگاه کالیفرنیا» در برکلی به پایان رساند و در سال ۱۹۸۵ موفق به دریافت کارشناسی ارشد از «مدرسه اقتصاد لندن» شد. در سال ۱۹۹۱ دکترایش را با پایان‌نامه‌ای با عنوان «توسعه کشاورزی در روسیه، ۱۹۱۷–۱۹۰۶: اصلاح زمین، کشاورزی اجتماعی و همکاری» دریافت کرد.

## کتابها
اولین کتابش را در سال ۲۰۰۰ با نام «پدر خوانده کرملین: بوریس برژوفسکی و غارت روسیه» چاپ کرد که نامش را به «زوال روسیه در دوران سرمایه داری تبهکاری» تغییر داد.
دومین کتابش با نام «ذوق رازگوور» مصاحبه‌ای با یک بربر بود که براساس مصاحبه‌ای با یک تبهکار و جنگجوی چچنی بنام «خس احمد نزایف» که به یک تاجر و متفکر اسلامی تبدیل شده بود، در سال ۲۰۰۳ منتشر شد.

## ترور
کِلِبنیکوف در مسکو در تاریخ ۹ ژوئیه ۲۰۰۴ در سن ۴۱ سالگی به قتل رسید. وی هنگامی که در شامگاه روز جمعه در حال خارج شدن از دفتر مجله بود، با چهار گلوله شلیک شده از یک ماشین در حال حرکت به شدت زخمی شد و در بیمارستان به علت خرابی کپسول اکسیژن در آسانسور یا نبود کپسول اکسیژن درگذشت. باوجود اینکه ترور وی را مرتبط با آخرین انتشار او یعنی ۱۰۰نفر پولدار دنیا می‌دانند اما عاملان اصلی ترور وی همچنان ناشناخته هستند.
قتل او را ضربهٔ بزرگی به روزنامه‌نگاری تحقیقی در روسیه دانسته‌اند.

## برترین آثار
در میان مجموعه آثار او، چند اثر تحقیقی زیر به عنوان برترین آثار وی شناخته شده‌اند:
- آخوندهای میلیونر ایران (۷ ژوئیه ۲۰۰۳)
- جنگ قدرت (۳ مارس ۲۰۰۳)
- سرمایه‌داری بدون تبهکاری (۲۶ نوامبر ۲۰۰۱)
- رولت روسی (۲۱ آوریل ۱۹۹۸)
- نیروگاه اتمی روسی برای حراج (۱۲ ژانویه ۱۹۹۷)